# Järvsor
Järvsor med Tammis är en ö i Finland. Den ligger i Skärgårdshavet och i kommunen Pargas i den ekonomiska regionen  Åboland i landskapet Egentliga Finland, i den sydvästra delen av landet. Ön ligger omkring 37 kilometer sydväst om Åbo och omkring 180 kilometer väster om Helsingfors.
Öns area är 1,45 kvadratkilometer och dess största längd är 2,9 kilometer i öst-västlig riktning.

## Sammansmälta delöar
- Järvsor 60°15′29″N 21°41′31″Ö / 60.25802°N 21.69183°Ö
- Tammis 60°15′33″N 21°40′31″Ö / 60.25917°N 21.67518°Ö

## Klimat
Inlandsklimat råder i trakten. Årsmedeltemperaturen i trakten är 5 °C. Den varmaste månaden är augusti, då medeltemperaturen är 17 °C, och den kallaste är januari, med −4 °C.